# داء شورمان
داء شورمان (بالإنجليزية: Scheuermann's disease)، ويعرف أيضاً بمرض شورمان، وقد تكتب أيضاً شويرمان أو شيرمان.
تم وصفه لأول مرة عام 1920 م من قبل الجراح الدنماركي هولجر شويرمان Holger Werfel Scheuermann.
يعد داء شورمان داء عظمي غضروفي، ويعد أيضاً المرض الأكثر شيوعاً المسبب لفرط الحداب الهيكلي التقدمي للفقرات الصدرية أو الصدرية القطنية المصاحب لآلام الظهر خلال فترة سن المراهقة أو البلوغ.
يعتبر الحداب الناشئ من مرض شورمان جامد أو صلب لا يتعدل مع انبساط أو انتصاب الظهر، وهذا عكس الحداب الصدري الوضعي حيث يتعدل مع انبساط الظهر ولا يعد مرضاً.

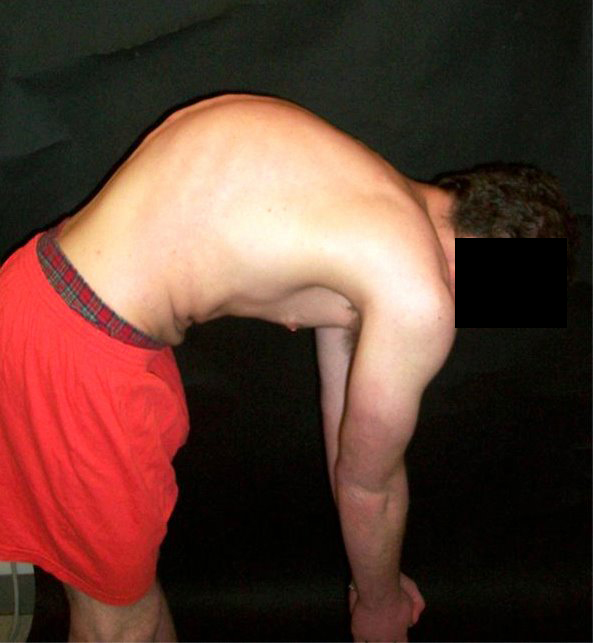
مريض عمره 22 سنة يعاني من داء شورمان متقدم.

## التعريف الطبي
عام 1964 م تم تعريف المرض على أنه توتد 5 درجات على الأقل من الجهة الأمامية للفقرة الواحدة، لثلاث فقرات صدرية متتابعة بحيث يكون ملاحظ على الصور الشعاعية.

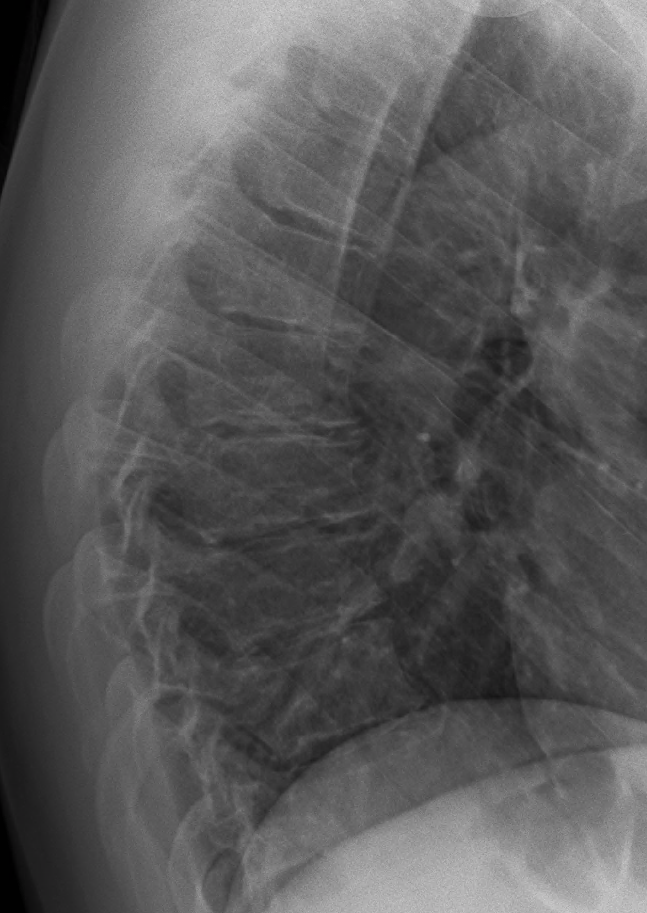
صورة شعاعية جانبية للفقرات الصدرية لمريض يعاني من داء شورمان. نلاحظ وجود توتد في عدد من الفقرات الظهرية

درجة الحداب يتم قياسها باستخدام طريقة زاوية كوب.

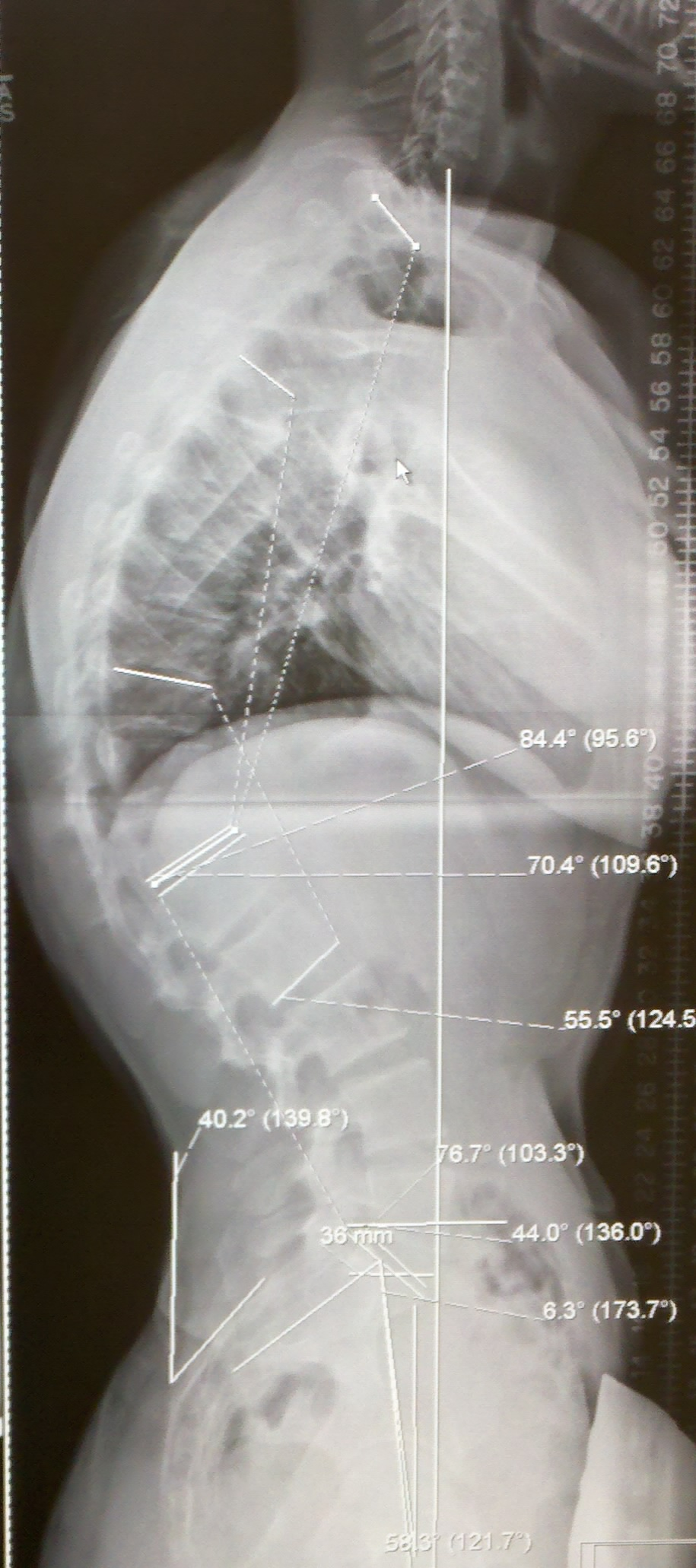
صورة شعاعية جانبية لمريض عمره 20 سنة يعاني من داء شورمان. زاوية الحداب للمريض 70 درجة. تظهر الصورة أيضاً قياسات عديدة للعمود الفقري الظهري والقطني. كما نلاحظ وجود توتد فقري بآخر 4 فقرات صدرية.

مرض شورمان قد يؤثرأيضاً على الالتقاء الفقري الصدري القطني أو الفقرات القطنية.

### تعاريف أخرى تم ادراجها لاحقاً
توتد فقرة واحدة مصاحب لحداب صدري أكثر من 45 درجة مع عدم انتظام للصفائح الانتهائية للفقرات وتضيق للقرص بين الفقرات.
تحدب 45 درجة على الأقل مصحوب لتوتد فقرتين على الأقل.

## الأعراض
أغلب المرضى يتم تشخيصهم بالمرض عند 8 إلى 12 سنة، لكن الحالات المتقدمة من المرض قد تظهر متأخراً (12 إلى 16 سنة).
- أكثر الأعراض شيوعاً عند المرضى هي الآلام الظهرية أوالتشوه أو الانحناء الظهري.

### أعراض أخرى
- انقباض أو شد بأوتار المأبض والعضلة القطنية والحرقفية.
- انقباض بحزام الكتف الأمامي.
- ثلث المرضى يعاني من جَنَف بسيط أو انحلال الفقار عند الفقرة القطنية الخامسة أو انزلاق فقاري قطني عجزي.
- أعراض عصبية نتيجة لانحناء الحداب الصدري ووجود منحنيات فقرية قصيرة وداء القرص التنكسي.

## الأسباب
السبب الأساسي المباشر إلى الآن غير معروف.

### أسباب قد تفسر المرض
- داء عظمي غضروفي.
- نخر العظم اللاوعائي.
- تعظم الناتئ الحلقي الفقري غير الطبيعي (بالإنجليزية: abnormal apophyseal ring ossification).
- ضعف الصفائح الانتهائية الغضروفية للفقرات.
- تضخم الرباط الطولي الأمامي.

عند دراسة عينة مخبرية للفقرات المصابة تبين أن الغضاريف وصفائح النمو الفقارية غير طبيعية، وأن الخلايا الغضروفية غير منتظمة مصحوبة بنمو عظمي متقطع من غير تنخر أو موت بالنسيج العظمي. عقد شمورل قد تكون موجودة لكن وجودها ليس ضرورياً لتشخيص المرض.
بعض الدراسات على التوائم أظهرت أنه قد يكون هنالك رابط جيني لداء شورمان، الا أنها لازالت قيد البحث والدراسة.

## الأنواع
من الممكن تقسيم مرض شورمان عند وقوعه بين الفقرة الظهرية العاشرة إلى القطنية الرابعة عند البالغين إلى قسمين:
1. النوع التقليدي (صدري قطني أو قطني) ويكون كما تم شرحه بالتعريف الطبي.
2. صدري قطني غير التقليدي: عندما يكون هنالك توتد فقري لفقرة واحدة أو فقرتين (أقل من عدد الفقرات المتعارف عليه) مع وجود عقد شمورل وتضيق للقرص بين الفقرات.

## العلاج
إلى الآن يوجد خلاف على نوع العلاج الأمثل لمرضى شورمان نتيجة لوجود معلومات محدودة لمسار التاريخ الطبيعي للمرض بما يتعلق بالألم، والإعاقة الناتجة عن المرض، والرضا بالذات، وتدهور الحداب سواء أكان للمرضى المعالجين أو غير المعالجين.
كما أن اختيار نوع العلاج يعتمد على عدة عوامل كشدة أو درجة الانحناء، والعمر، ورغبة المريض.

### العلاج التحفظي
- مسكنات الألم عند الحاجة.
- تمارين وعلاج فيزيائي.

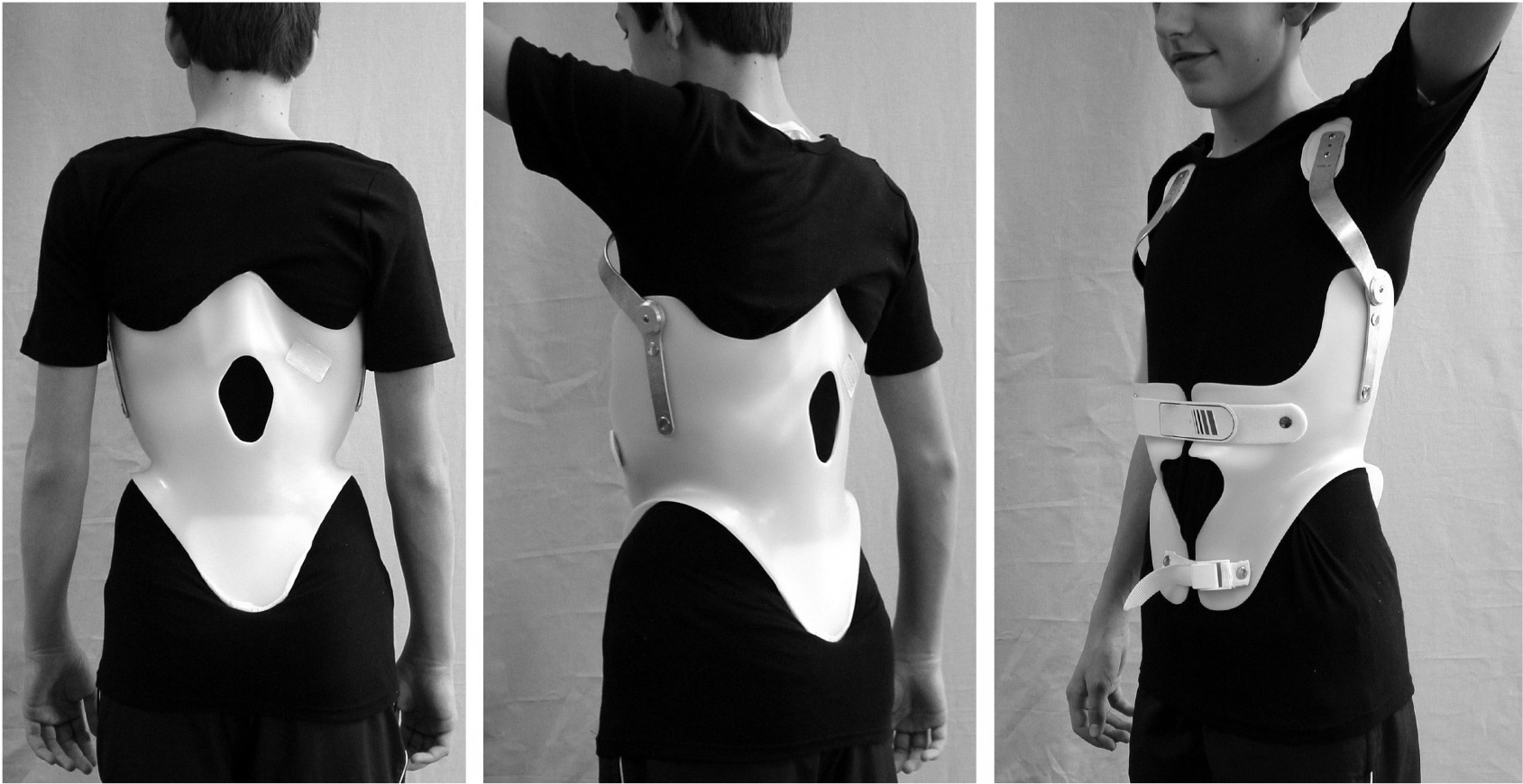
مشد أو دعامة ممكن استخدامها للحد من حداب الصدر

- استخدام دعامة للظهر لمنع تدهور التحدب.

### العلاج الجراحي
يتم اللجوء لهذا الخيار عند:
- ازدياد الحداب لأكثر من 70 درجة (بحيث لا يمكن الحد من التدهور باستخدام الدعامة) مصاحب لآلام شديدة لا تخف مع المسكنات أو العلاج التحفظي لمدة 6 شهور على الأقل.
- المرضى الذين يعبرون عن أو يظهرون قلق حقيقي فيما يتعلق بمظهرهم الخارجي.

#### أنواع العلاج الجراحي
1. تثبيت ودمج الفقرات من الجهة الخلفية فقط للقسم المصاب من العمود الفقري، وذلك لتثبيت أو تقليل مقدار الحداب.
2. تثبيت ودمج الفقرات من الجهة الأمامية والخلفية للقسم المصاب مع أو بدون قطع العظم عند قمة التشوه، وذلك أيضاً لتثبيت أو تقليل مقدار الحداب.

- التقنيات المستخدمة حالياً للتثبيت هي اما عن طريق استخدام براغي عنيقية للفقرات أو نطام هجين.
- إلى الآن لا يوجد إجماع على الطريقة أو التقنية المثلى للعلاج.

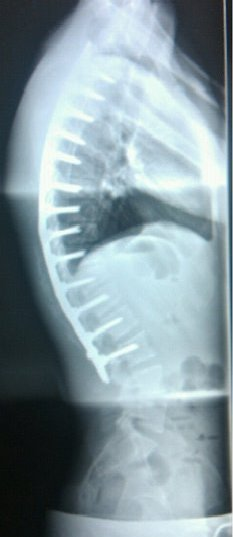
صورة شعاعية جانبية لمريض يعاني من داء شورمان عمره 22 سنة بعد اجراء العملية الجراحية. حيث أن العملية هي تثبيت الفقرات الصدرية من الجهة الخلفية فقط باستخدام براغي عنيقية للفقرات. نلاحظ أن مقدار الانحناء الظهري للعمود الفقري طبيعي.

#### نتائج بعض الأبحاث التي درست اختيار النوع والتقنية الجراحية المثلى
- تثبيت ودمج الفقرات من الجهة الخلفية للعمود الفقري باستخدام البراغي العنيقية للفقرات مع قطع العظم بطريقة سميث بيترسن يؤدي إلى تصحيح كبير للحداب الظهري، كما أن احتمالية وجود مضاعفات جانبية أقل، مقارنة بالتثبيت والدمج من الجهة الأمامية والخلفية باستخدام نظام هجين.

- التثبيت من الجهة الأمامية والخلفية لا يختلف عن التثبيت فقط من الجهة الخلفية عند مقارنة النتائج بالنظر إلى الصور الشعاعية.

- التثبيت من الجهة الخلفية باستخدام البراغي العنيقية للفقرات مع قطع العظم بطريقة بونتي بدون أي تدخل من الجهة الأمامية أعطى نتائج ممتازة لتصحيح الحداب.

#### المضاعفات الجانبية
- المضاعفات الجانبية للعمليات الجراحية بأنواعها نسبتها عالية تصل بين 20 إلى 40 %، حيث أن ما يقارب 15 % من المضاعفات تعد كبرى: كعلة عصبية أو مضاعفات تحتاج لاعادة العملية الجراحية.

- الفصال الكاذب، وعودة التشوه الفقري، وفشل أو كسر تقنية التثبيت، وحداب الوصل (بالإنجليزية: junctional kyphosis) تعد أكثر المضاعفات شيوعاً.

- 17 % من المرضى يحتاج إلى إعادة العملية الجراحية.[17]
- نسبة المضاعفات الجانبية تكون قليلة جدا عند استخدام تقنية التثبيت من الجهة الخلفية باستخدام البراغي العنقية.[1]

#### النتائج الجراحية
- نقصان في حدة الألم عند أغلب المرضى (يتراوح بين 66 إلى 90%).[11]
- الناحية التجميلية والرضا عن النفس: 45% أبلغوا عن وجود تحسن، و41% أبلغوا عن عدم وجود أي تحسن، و14 % أبلغوا أن حالتهم أسوأ مقارنة بقبل العملية.